# تشارلز فيليب فينويك
تشارلز فيليب فينويك هو عسكري كندي، ولد في 10 يوليو 1891، وتوفي في 20 مارس 1954.